# گیلبرت رولان
گیلبرت رولان (انگلیسی: Gilbert Roland; ۱۱ دسامبر ۱۹۰۵ – ۱۵ مهٔ ۱۹۹۴) یک هنرپیشه اهل ایالات متحده آمریکا بود.
او در فیلم برج مرگبار بازی کرده‌است.